# Ниемеля, Вирпи
Вирпи Синикка Ниемеля (26 декабря 1936, Хельсинки, Финляндия — 18 декабря 2006, Аргентина) — аргентинский астроном финского происхождения. Стала вторым представителем Аргентины, который был избран в Королевское астрономическое общество.

## Биография
Родилась в Финляндии в 1936 году, после чего в 1954 году её семья иммигрировала в Аргентину, когда ей только было 8 лет. Там она натурализовалась, вышла замуж. От брака у неё было два сына.
Училась в Университете Ла-Плата у Хорхе Сааде, с которым впоследствии сотрудничала на протяжении всей карьеры вплоть до его смерти. В 1974 году получила степень кандидата наук. Её исследования имели огромное значение для изучения массивных звёзд, тесных пар, в особенности, таких классов звёзд, как Звезда Вольфа-Райе. Она среди первых начала изучение звёзд такого класса в Магеллановых облаках, а также массивных звёзд в звёздных скоплениях и местных пузырей вокруг массивных звёзд. Её деятельность во многом способствовала развитию науки астрономии в Аргентине. В качестве многолетнего преподавателя Университета Ла-Плата она курировала работу как множества отдельных студентов, так и студенческих групп.
За свои заслуги и огромный вклад в развитие астрономии в Аргентине она в 2000 году была избрана членом Академии точных наук Буэнос-Айреса, став второй женщиной, удостоившейся такой чести. В 1998 году Ниемеля стала лауреатом премии Карлоса Варсавски, премии Фонда Konex в 2003 году. В том же 2003 году аргентинский журнал Clarín признал Вирпи Ниемеля женщиной года.
Помимо вышеперечисленного в честь её семидесятилетнего юбилея на международном симпозиуме, посвящённом массивным звёздам, который проходил в Карило с 11 по 14 декабря 2006 года, было решено назвать астероид (5289) в её честь. Однако она всего лишь несколько дней не дожила до своего дня рождения. Вирпи Ниемеля скончалась от рака груди 18 декабря 2006 г.